# Hòa Trị
Hòa Trị là một xã thuộc huyện Phú Hòa, tỉnh Phú Yên, Việt Nam.

## Địa lý
Xã Hòa Trị có diện tích 15,98 km², dân số năm 1999 là 18.269 người, mật độ dân số đạt 1.143 người/km².

## Hành chính
Xã Hòa Trị gồm 5 thôn :
- Thôn Phụng Tường 1
- Thôn Phụng Tường 2
- Thôn Long Phụng
- Thôn Phước Khánh
- Thôn Quy Hậu